# Pierre Viel
Pierre Viel, né en 1755 à Paris et mort dans la même ville en 1810, est un graveur de reproduction français.

## Œuvres
Ses principales œuvres sont les suivantes :
- Le Jugement de Salomon, d'après Pierre Paul Rubens[1]
- La Paix qui ramène l'abondance (1787), 34,7 × 42,8 cm, d'après  Élisabeth Vigée Le Brun[2]
- Diane au bain, 53 × 39,5 cm, d'après Pierre-Charles Le Mettay[3]
- Jean-Baptiste-Léonard Durand, 16,6 × 11,7 cm, d'après J. Roland[4]
- Saint Roch avec un ange, 17,5 × 20,1 cm, gravure commencée par François Guibert et terminée par Viel[5]
- Galerie des peintres flamands, hollandais et allemands de Le Brun, 23,2 × 18,8 cm, d'après Hendrik Bloemaert[6]
- Vénus et Adonis, 49,5 × 40 cm[7], avec l'indication en bas et à droite « gravé par P. Viel, ci-devant membre de plusieurs académies ».

Gravures de Pierre Viel
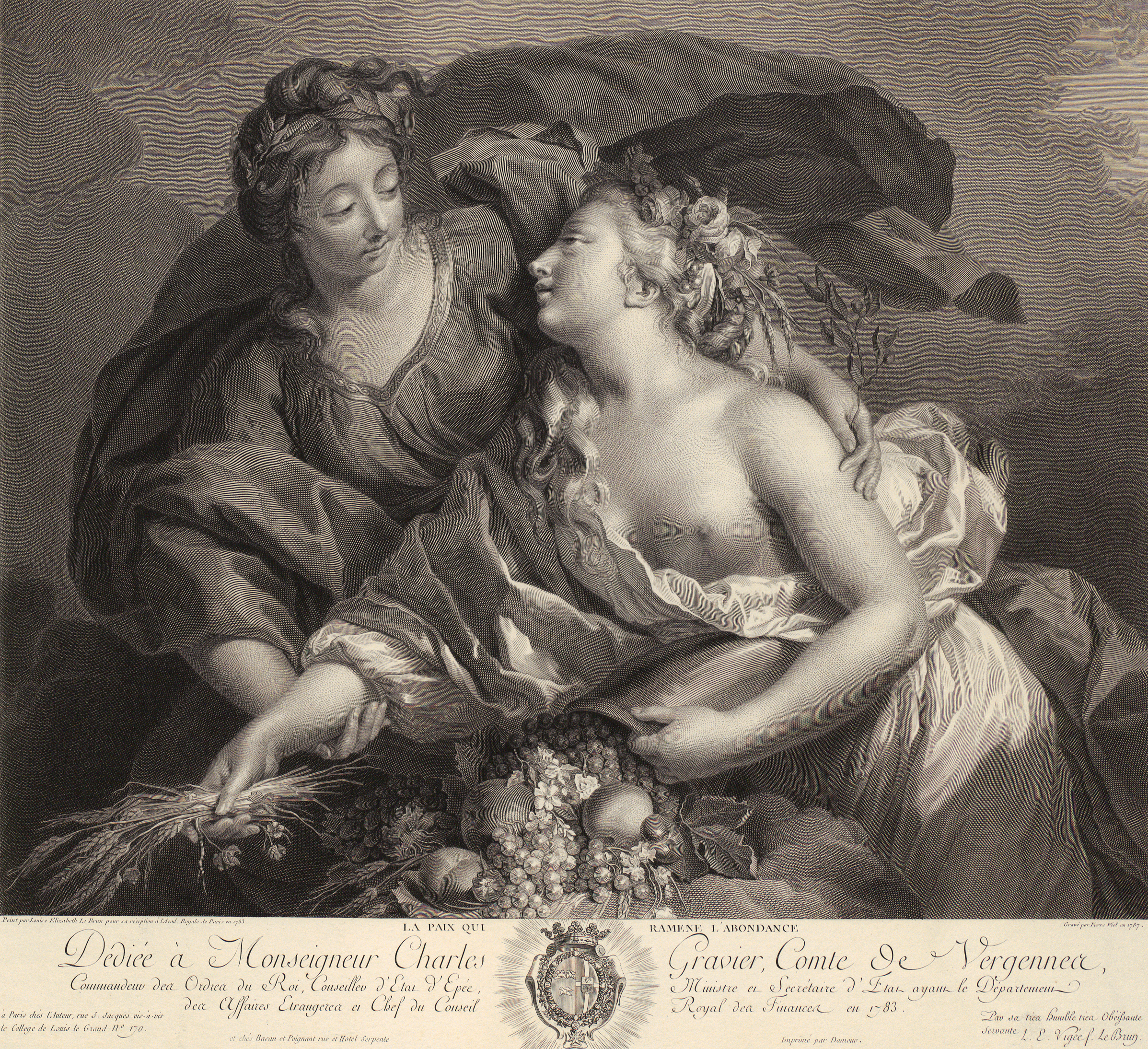
La Paix ramenant l'abondance
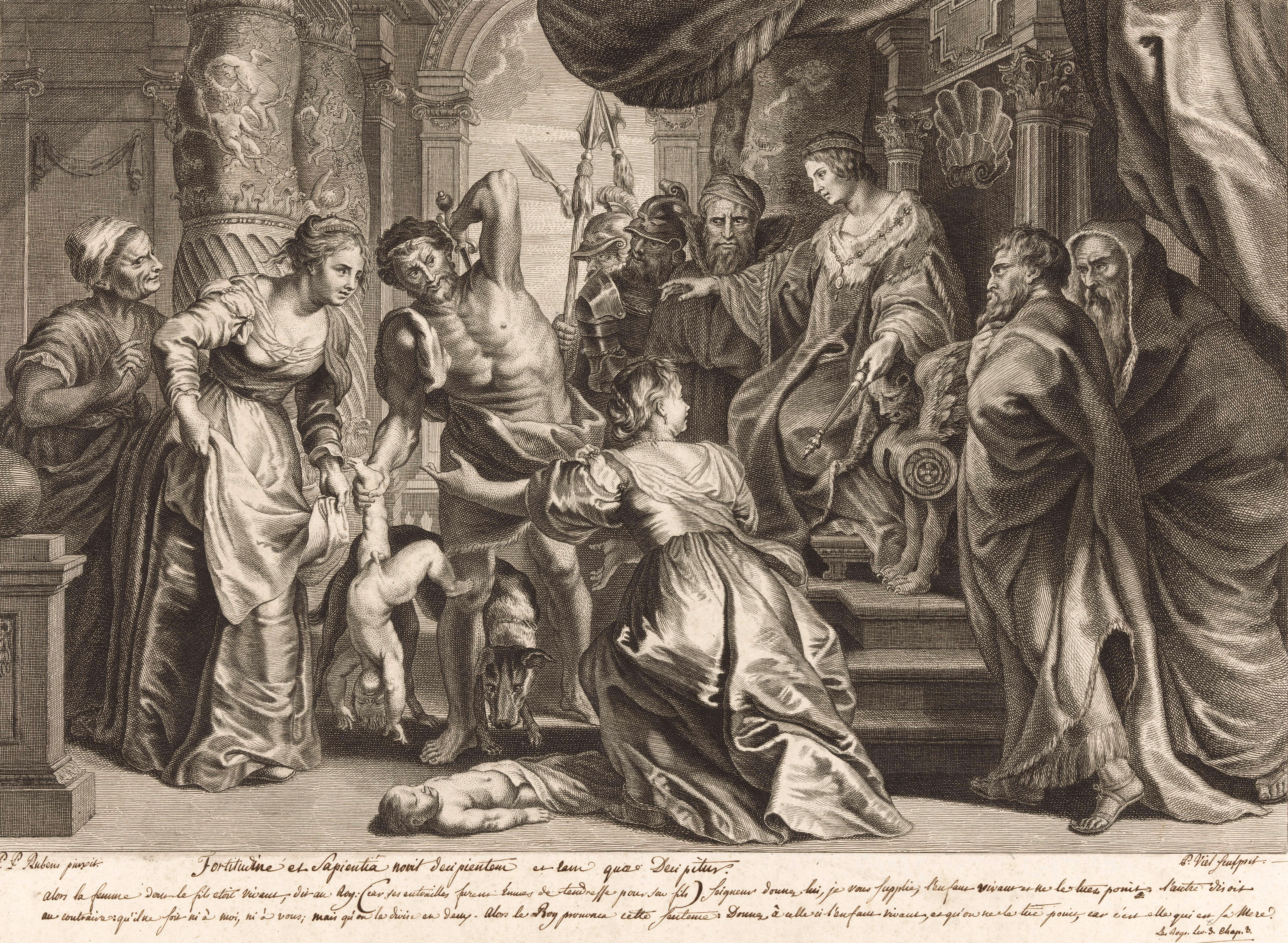
Le Jugement de Salomon
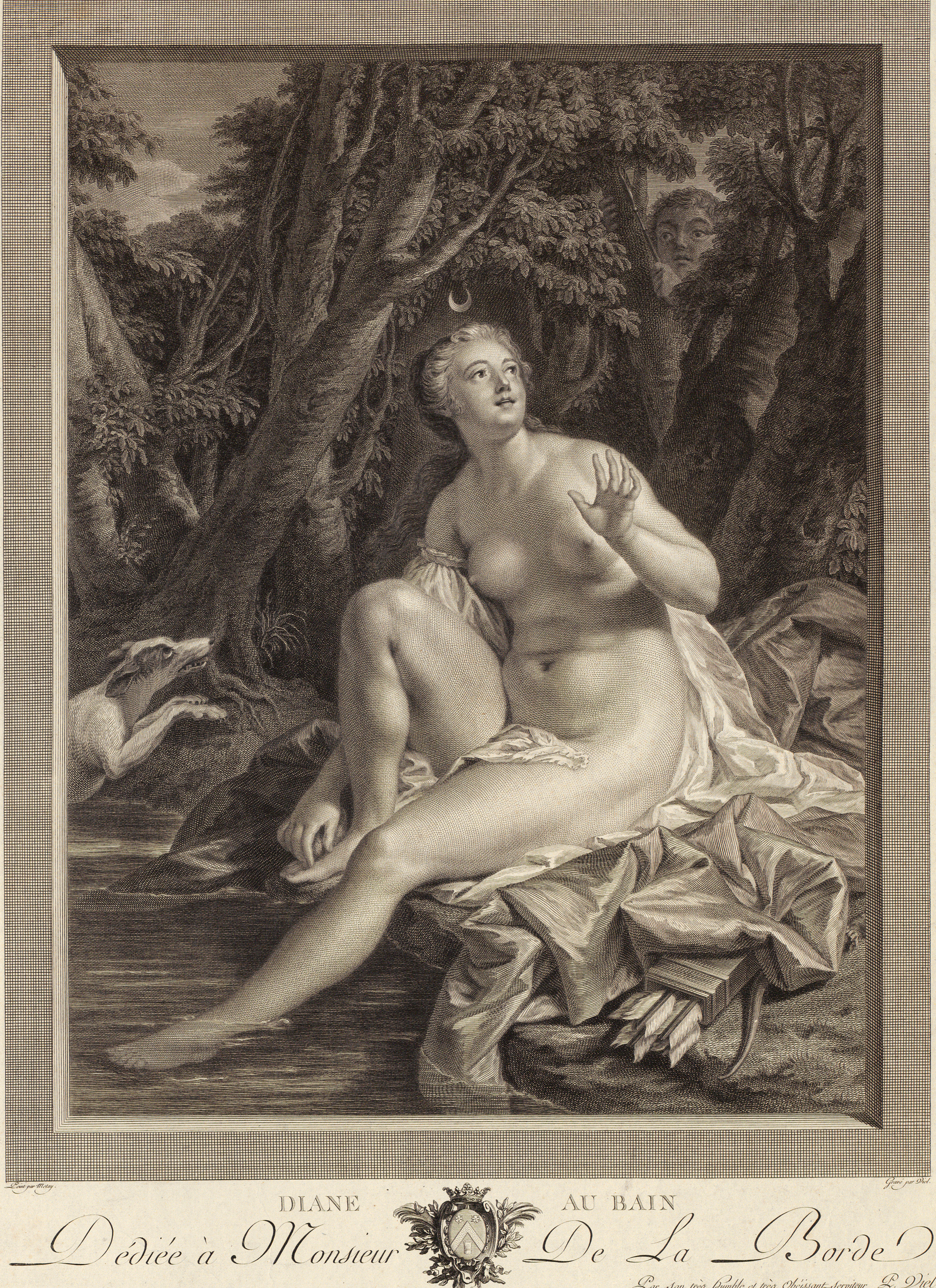
Diane au bain